# Ertholmene

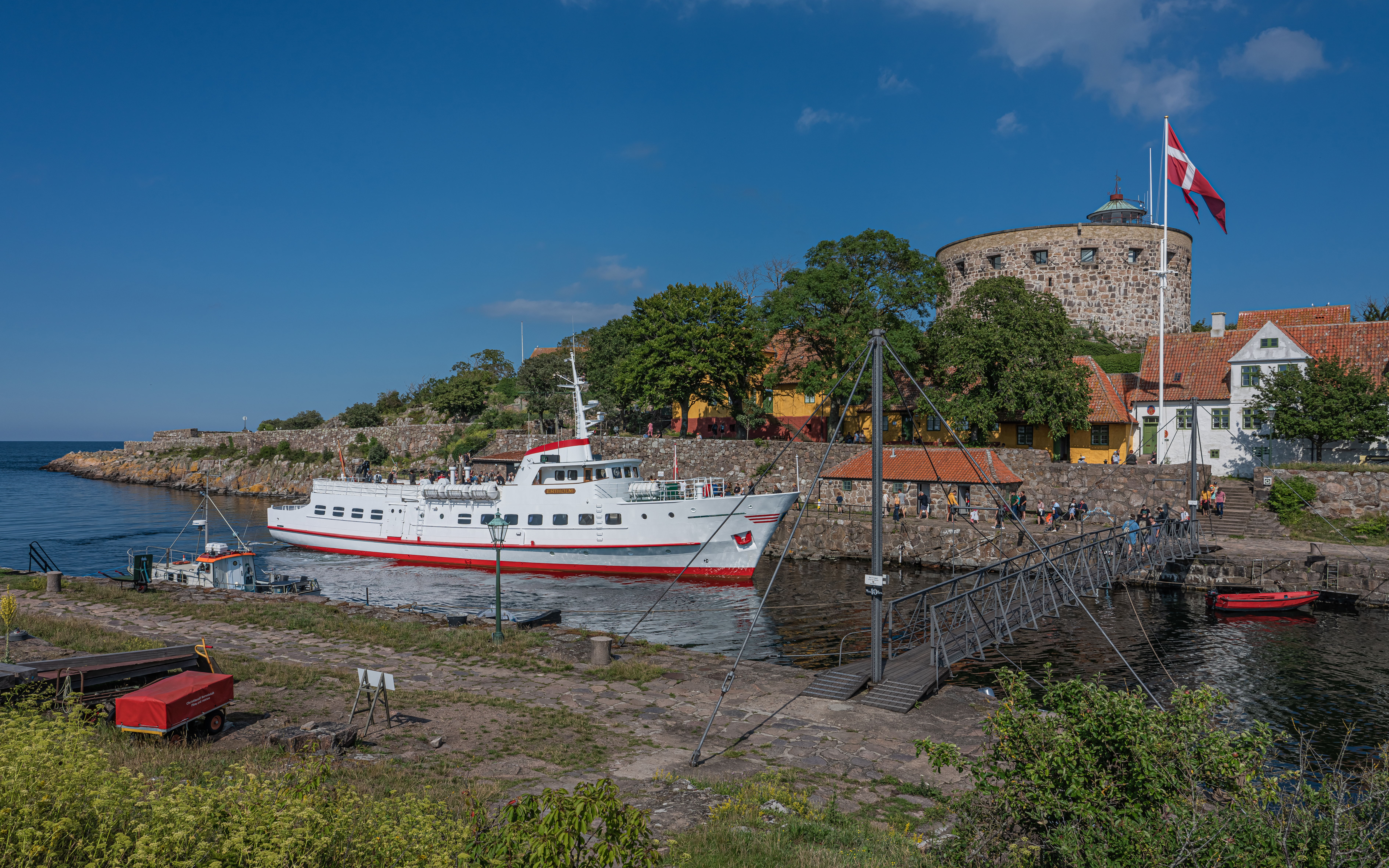
pohled z Frederiksø k majáku na Christiansø

Ostrovy Ertholmene (doslova přeloženo Hrachové ostrovy) je souostroví složené z ostrovů Christiansø, Frederiksø, Græsholm a několika dalších útesů ležící v Baltském moři, 18 km severovýchodně od ostrova Bornholm. Ostrovy patří k Dánsku, jehož tvoří nejvýchodnější území. Dva z nich jsou obydleny, počet obyvatel kolísá kolem sta, mimo to souostroví každoročně navštíví kolem 80.000 turistů.